# Oronka
Oronka – struga w Polsce, dopływ Szabasówki o długości 21,21 km.
Na terenie wsi Bąków wpada do Szabasówki, dopływu Radomki.